# Манојло Кантакузин (син севаста Јована Кантакузина)
Манојло Кантакузин (средњи грчки: Μανουηλ Καντακουζηνος) је био византијски аристократа из ХII века – нећак цара Манојла I Комнина.
Манојло Кантакузин је био син севастократора Јована Кантакузина и византијске принцезе Марије Комнин, која је била унука цара Јована II Комнина и братаница цара Манојла I Комнина. Јован Кинам прича да Манојло Кантакузин није послушао цара Манојла I, те је био затворен, а затим ослепљен, што је Кинам веровао да је урађено без цареве дозволе.
У својој генеалошко-просопографској студији о породици Кантакузин из 1968. године, британски византолог Доналд Никол је идентификовао сина севаста Јована Кантакузина из Кинамовог дела са другим Манојлом Кантакузином, за кога Никита Хонијат каже да је имао високи командни чин у војсци и да је 1179. године, цар Манојло I Комнин га је поставио заједно са Андроником Анђелом на чело римских трупа послатих против Турака Селџука у Малој Азији. Тамо је Манојло Кантакузин из Хонијатовог извештаја стекао славу након што је успео да извуче своје јединице из изненадног ноћног напада Турака након бекства Андроника Анђела у Лаодикију. Доналд Никол је касније исправио своје мишљење, признајући да су Хонијат и Кинам говорили о две различите особе, и да је Манојло Кантакузин из Кинамовог извештаја био ослепљен највероватније 1176. године, што се тиче Кинамовог извештаја, и да би његова немоћ била само прикривена. као чињеница од Хонијата, да је ослепљени Манојло Кантакузин заиста учествовао у рату против Турака 1179. године.